# Región de Gozo
La Región de Gozo es una de las 3 de Malta creadas por la Ley del Consejo Local de 30 de junio de 1993.
Reúne a catorce consejos locales entre las islas de Gozo, Comino y otras islas menores.
Posee una población compuesta por unas 42.210 personas (según el censo de 2007). La extensión territorial que abarca esta región es de ochenta y nueve kilómetros cuadrados. La densidad poblacional es de cuatrocientos setenta y cuatro habitantes por kilómetro cuadrado.
Abarca al Distrito de Gozo y Comino (no debe ser confundido con la Región de Gozo).
| Consejos Locales de la Región de Gozo |
| - Fontana - Għajnsielem - Għarb - Għasri - Kerċem - Munxar - Nadur - Qala - Victoria/Rabat - San Lawrenz - Sannat - Xagħra - Xewkija - Żebbuġ |